# Villa Alvary (Weimar)

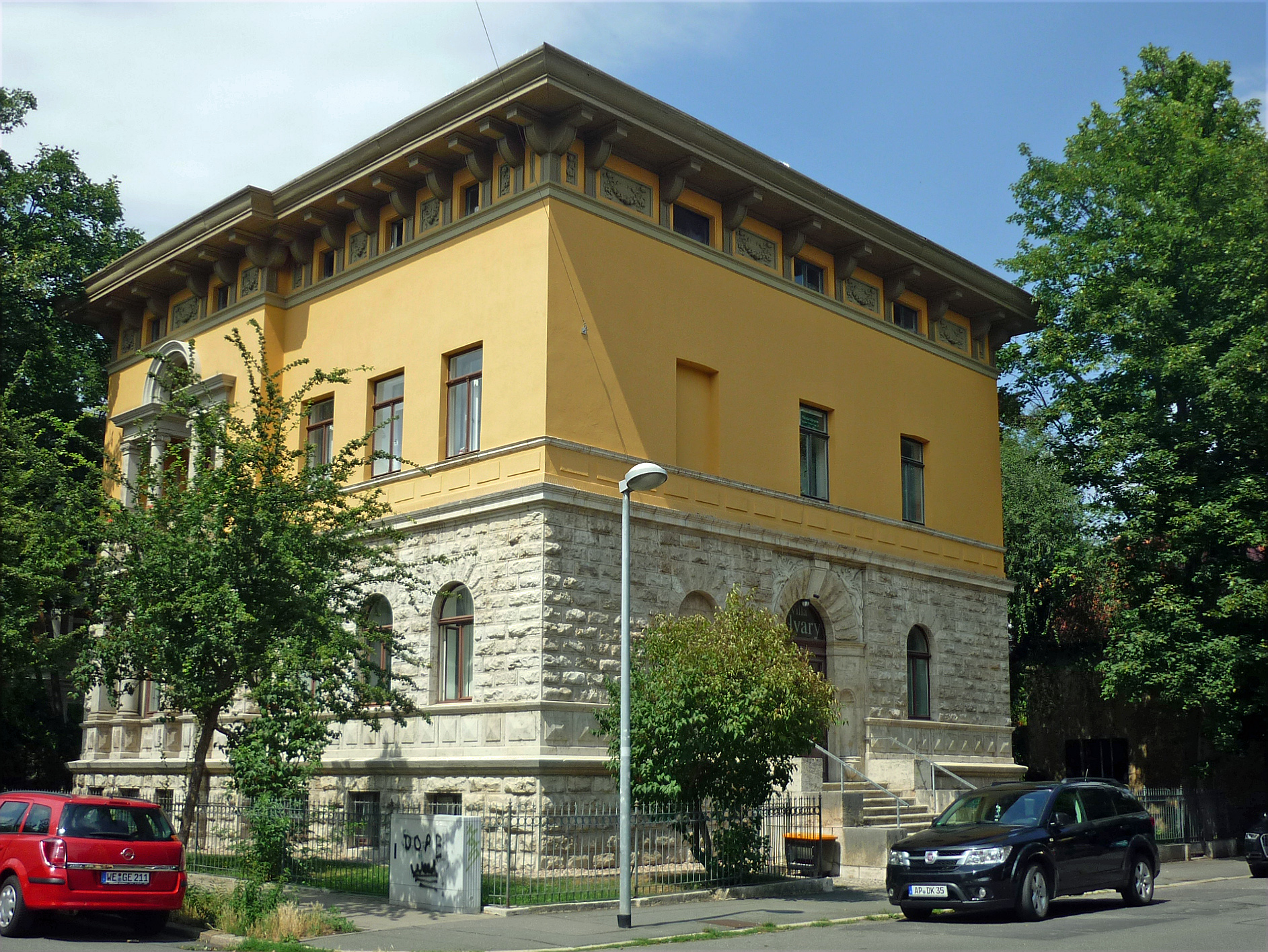
Villa Alvary

Die nach dem Opernsänger Max Alvary benannte Villa Alvary in der Lisztstraße 4 in Weimar war das Wohnhaus des u. a. am Hoftheater Weimar engagierten Künstlers. Sie steht auf der Liste der Kulturdenkmale in Weimar (Einzeldenkmale).

## Geschichte
Die Villa mit quadratischem Grundriss wurde im italienischen Renaissancestil in Anlehnung der Palazzi 1884 Jahren errichtet. Das Gebäude wurde von Bruno Eelbo entworfen. Der Namensgeber Alvary zog 1885 dort ein, verließ es aber ein Jahr später, da er in die USA ging. Die späteren Eigentümer waren der preußische Gesandte Ludwig Raschdau (1849–1943) und der Verleger Alexander Duncker (1850–1929). Sie ist dem Historismus zuzuordnen. Unterhalb des Daches ist ein bemerkenswerter Fries zu erkennen, mit Ornamentfeldern in Form von Feston, zwischen die Fenster angeordnet sind. Das Untergeschoss ist mit sichtbarem Naturstein vom oberen gelben Verputz abgesetzt. Außerdem sind sowohl Fenster als auch die mit einer mittigen Treppe versehene Tür mit Rundbogen versehen, während die im Obergeschoss rechteckig sind. Im Rundfenster über dem Eingangsportal steht „Alvary“.
Die Villa war Sitz der Deutsch-Italienischen Gesellschaft in Thüringen und wird heute als Wohn- und Geschäftshaus genutzt.
In Bad Tabarz gab es eine weitere Villa Alvary.